# El Carnero
El Carnero är en ort i Mexiko.   Den ligger i kommunen Guadalupe y Calvo och delstaten Chihuahua, i den västra delen av landet, 1 100 km nordväst om huvudstaden Mexico City. El Carnero ligger 1 399 meter över havet och antalet invånare är 152.
Terrängen runt El Carnero är kuperad åt sydväst, men åt nordost är den bergig. Terrängen runt El Carnero sluttar västerut. Runt El Carnero är det mycket glesbefolkat, med 6 invånare per kvadratkilometer. Närmaste större samhälle är Ciénega de Silva, 11,6 km söder om El Carnero. I omgivningarna runt El Carnero växer i huvudsak blandskog.